# Dieter Balkhausen
Dieter Balkhausen (* 8. Juni 1937 in Düsseldorf; † 26. Januar 2018) war ein deutscher Journalist und Buchautor.

## Leben
Dieter Balkhausen absolvierte eine Lehre als Industriekaufmann und arbeitete als Wirtschaftsredakteur beim Kölner Stadtanzeiger. Von 1963 bis 2002 war er Wirtschaftsredakteur beim ZDF und Spezialist für Wirtschaftspolitik.
Er moderierte  die Fernsehsendung Zeugen des Jahrhunderts und u. a. eine Sendung über Konrad Zuse.

## Positionen
Dieter Balkhausen publizierte  1978 das Buch Die Dritte Industrielle Revolution. Wie die Mikroelektronik unser Leben verändert, mit dem er in Deutschland  den  Begriff Dritte industrielle Revolution – gemeint ist die  Digitale Revolution – prägte. Das Buch galt damals als Standardwerk zu diesem Thema und wurde mehrmals wieder aufgelegt. In diesem und seinen folgenden Büchern stellte er Überlegungen an, ob und wie die Mikroelektronik unser Leben verändert, und er wertete entsprechende Veränderungen als neue „technisch-wirtschaftliche Revolution“.
Balkhausen hatte eine kritische, aber grundsätzlich positive Haltung zur Mikroelektronik: „Bisher haben die Propheten früherer Zeiten, die den Fluch der industriellen Revolutionen beschwören, unrecht behalten“. Er registrierte gesellschaftliche  Veränderungen wie die Telekommunikation sowie die „Entstehung neuer kultureller Bindungen,“ Entwicklungen, die er als „revolutionär“ betrachtete. Er übte Kritik an der Rationalisierung, indem er zum Beispiel schrieb: „Es gehört auch zu den Legendenbildungen, daß die Einsparung von Personal wirklich auch immer Kosten spart.“

## Schriften
- Raubtierkapitalismus. Fackelträger, Köln 2007, ISBN 978-3-7716-4355-3.
- Alfred Herrhausen. Macht, Politik und Moral. Econ, Düsseldorf 1993, ISBN 3-430-11144-7.
- Auf dem Weg einer neuen Arbeitskultur. Paulinus, Trier 1990, ISBN 3-7902-5003-1.
- D-Mark kontra Euro-Geld. Das Abenteuer Währungsunion. Rowohlt, Reinbek bei Hamburg 1996, ISBN 3-499-13764-X.
- Die Dritte Industrielle Revolution. Wie die Mikroelektronik unser Leben verändert. Econ, Düsseldorf 1978, ISBN 3-430-11147-1
- Elektronikangst und die Chancen der Dritten Industriellen Revolution. Econ, Düsseldorf 1984, ISBN 3-430-11149-8.
- Gutes Geld und schlechte Politik. Econ, Düsseldorf 1994, ISBN 3-430-11142-0.